# China Islamic Association
China Islamic Association is een islamitische vereniging in Volksrepubliek China. Het werd in april 2001 opgericht door de Chinese overheid. Het doel van de vereniging is het verspreiden van de Koran en het bestrijden van religieus extremisme. De vereniging wordt geleid door zestien islamitische geestelijken.
Zij maken toespraken voor imams in China. Deze zijn leidraden en de overheid voorkomt hiermee dat imams tegengestelde belangen van de staat aankaakt.
Moslims in China hebben bepaalde voorrechten. Zo mogen gebieden waar de meerderheid moslim is, geen varkens worden gefokt, mogen moslims trouwen bij een imam, mogen moslims vrij krijgen op islamistische feestdagen en mogen moslims op de islamitische bedevaart, Hajj, gaan naar Mekka.